# Le cose che hai amato di più
Le cose che hai amato di più è un singolo promozionale del cantautore italiano Biagio Antonacci, pubblicato nel 2000 ed estratto dalla raccolta Tra le mie canzoni.

## Descrizione
Si tratta di uno dei due inediti contenuti all'interno della raccolta e ha ricevuto un Premio Lunezia per il miglior testo in quell'anno.
Pur non essendo stato pubblicato per il commercio, il brano ha ottenuto un buon successo nelle radio italiane, debuttando in vetta alla relativa classifica.

## Tracce
1. Le cose che hai amato di più – 4:12